# اونفلور
اونفلور (به فرانسوی: Honfleur) یک کمون در فرانسه است که در Canton of Honfleur واقع شده‌است.

## خصوصیات
اونفلور ۱۳٫۶۷ کیلومترمربع مساحت و ۸٬۱۶۳ نفر جمعیت دارد و ۵ متر بالاتر از سطح دریا واقع شده‌است.